# The Code (пісня Nemo)
«The Code» (укр. Код) — пісня Nemo, що стала переможною на Пісенному конкурсі Євробачення 2024 в Мальме, Швеція та принесла Швейцарії третю перемогу на конкурсі. За словами Nemo, пісня детально описує усвідомлення своєї небінарної ідентичності.

## Про пісню
Слова і музику «The Code» написали Немо Меттлер, Лассе Мідціан Німанн, Лінда Дейл і Бенджамін Аласу під час пісеннотворчого табору SUISA. У заявах для преси Немо зазначає, що пісня детально описує усвідомлення небінарної ідентичності та заявляє, що це дало «свободу» і що завдяки участі у Євробаченні Немо зможе «відстоювати всю ЛГБТКІА+ спільноту». Текст пісні посилається на стан, коли не «відчуваєш себе ні чоловіком, ні жінкою… довелося зламати кілька кодів».

## Пісенний конкурс Євробачення 2024

### Відбір
7 липня 2023 року швейцарська телерадіокомпанія Swiss Broadcasting Corporation (SRG SSR) оголосила про намір взяти участь у Євробаченні 2024, шляхом використання внутрішнього відбору для визначення свого представника та пісні. Подання заявок на відбір проходило у два раунди: початковий раунд журі, який використовувався для відбору п'яти кандидатів, та подальший вибір журі з п'яти кандидатів.
Перші чутки про те, що Немо представлятиме Швейцарію на Пісенному конкурсі Євробачення 2024, з'явилися 25 лютого 2024 року, коли швейцарське інформаційне видання Blick опублікувало відповідне повідомлення. Через три дні з'явилася інформація про те, що конкурсна пісня матиме назву «The Code». 29 лютого офіційно оголосили, що Швейцарії на конкурсі представлятиме Nemo.

### На Євробаченні
Пісенний конкурс Євробачення 2024 відбувся на Мальме-Арені в Мальме, Швеція, і складався з двох півфіналів, які пройшли 7 і 9 травня відповідно, і фіналу, який відбувся 11 травня 2024 року. Під час жеребкування 30 січня 2024 року Швейцарія потрапила до першої половини другого півфіналу шоу.
9 травня 2024 року Швейцарія виступила у другому півфіналі Євробачення 2024 під четвертим номером. Nemo вдалося здобути 132 бали від глядачів (4 місце) та кваліфікуватися до фіналу конкурсу. У фіналі Євробачення, який пройшов 11 травня, пісня «The Code» здобула 365 балів від журі (1 місце) та 226 балів від глядачів (5 місце), що із сумою в 591 бал принесло Швейцарії перемогу. «The Code» здобула найвищу оцінку – 12 балів, від журі 22 з 37 країн, а від України максимальну комбінацію 24 балів.

Постановку «The Code» для Євробачення створив Фредерік Рідман, шведський хореограф і танцюрист, який вже ставив номери конкурсу в минулі роки, включно з переможним «Heroes» 2015 року. Номер Nemo став візуальним відбиттям тексту пісні та містить метафори дзиґи й знаходження рівноваги в русі.

Фрагменти виступу на Євробаченні 2024
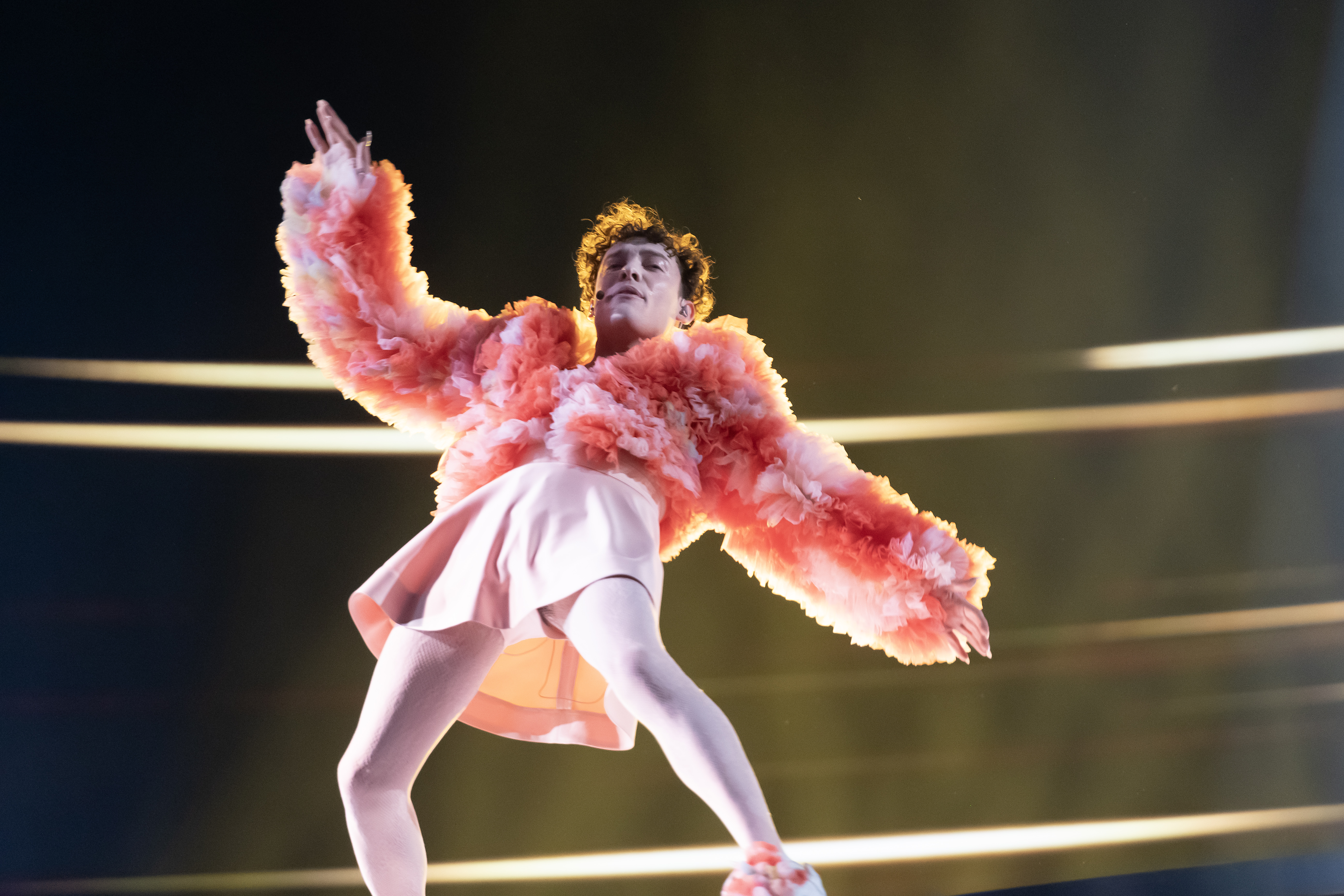
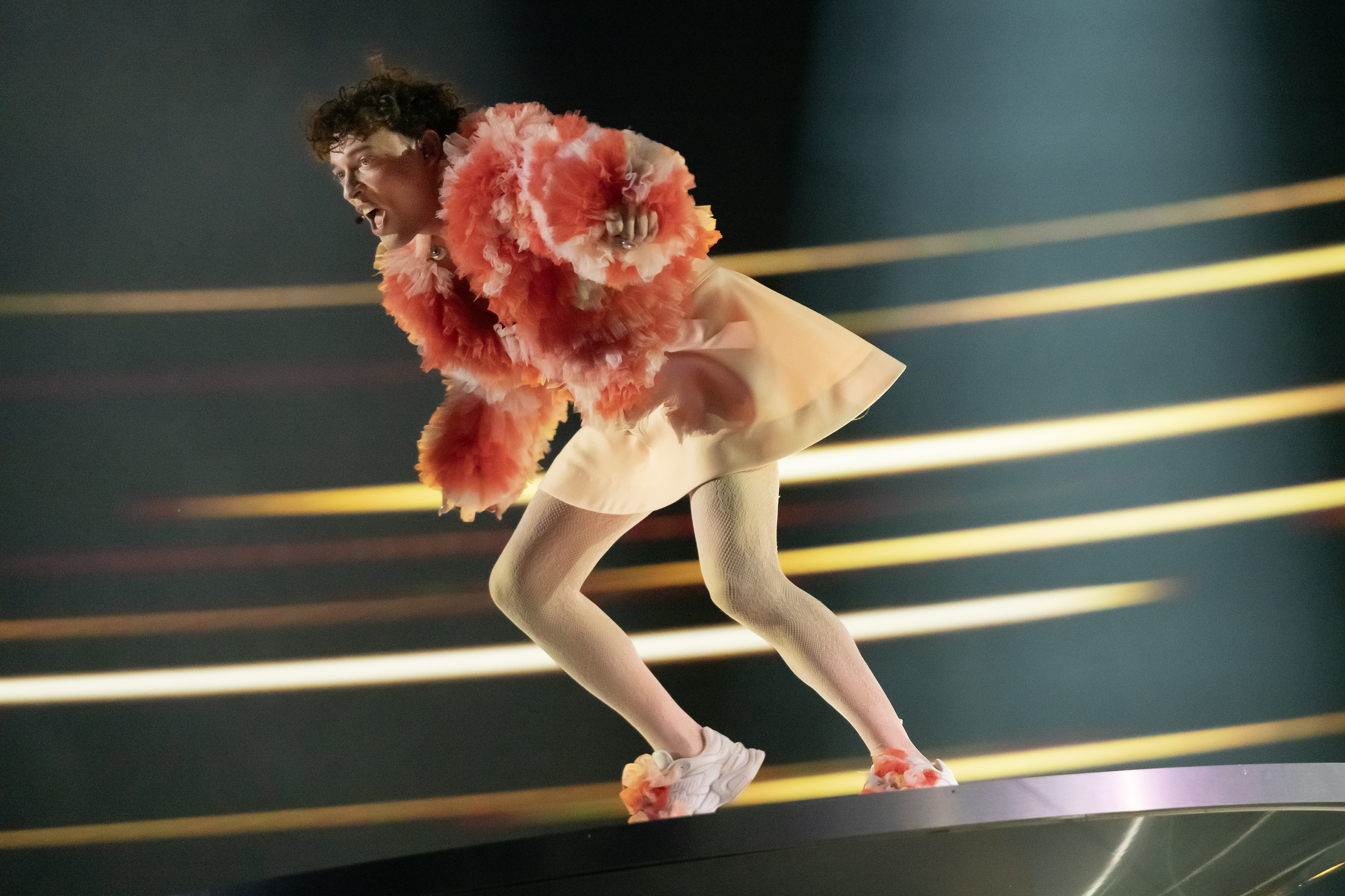
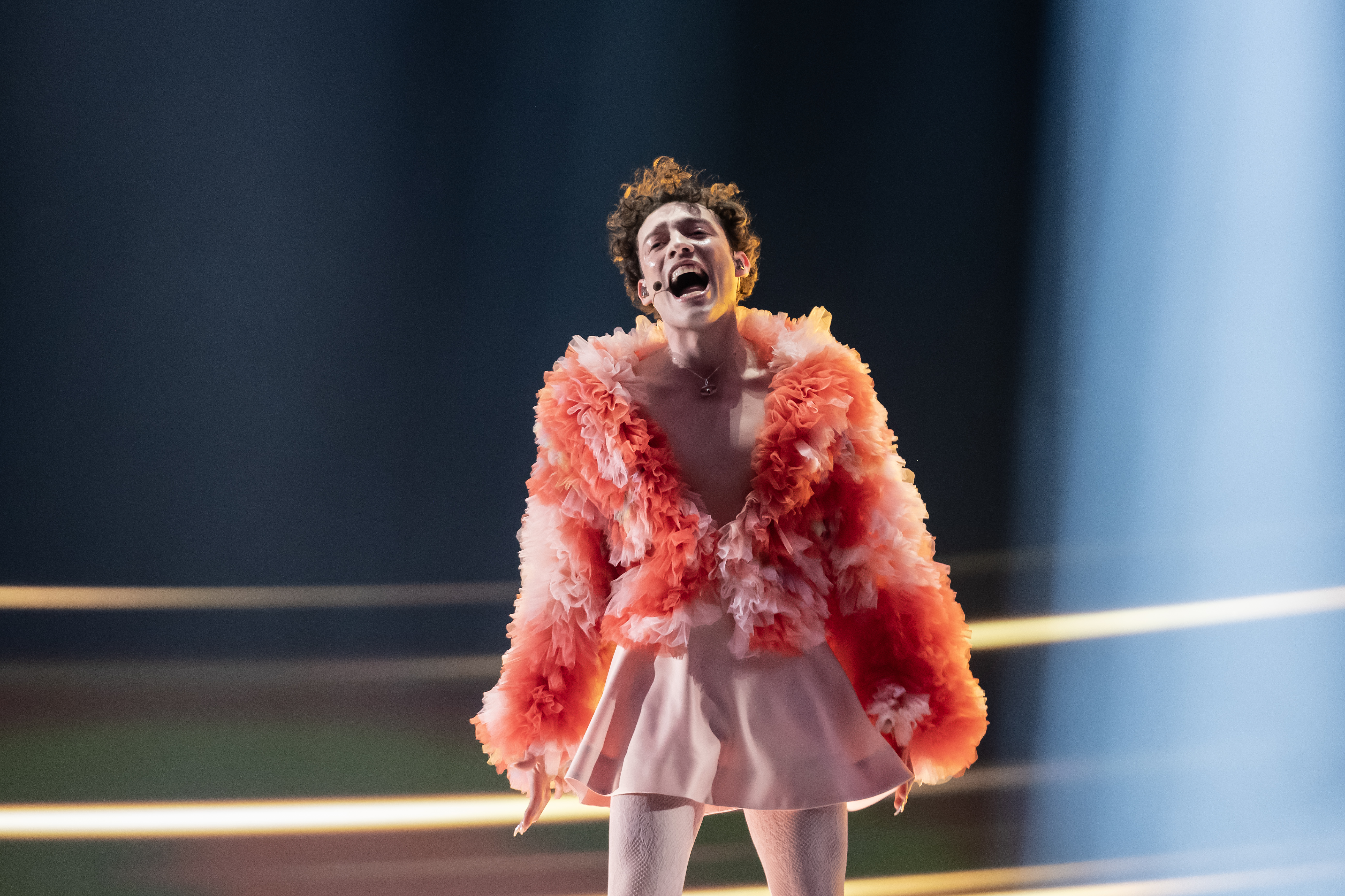
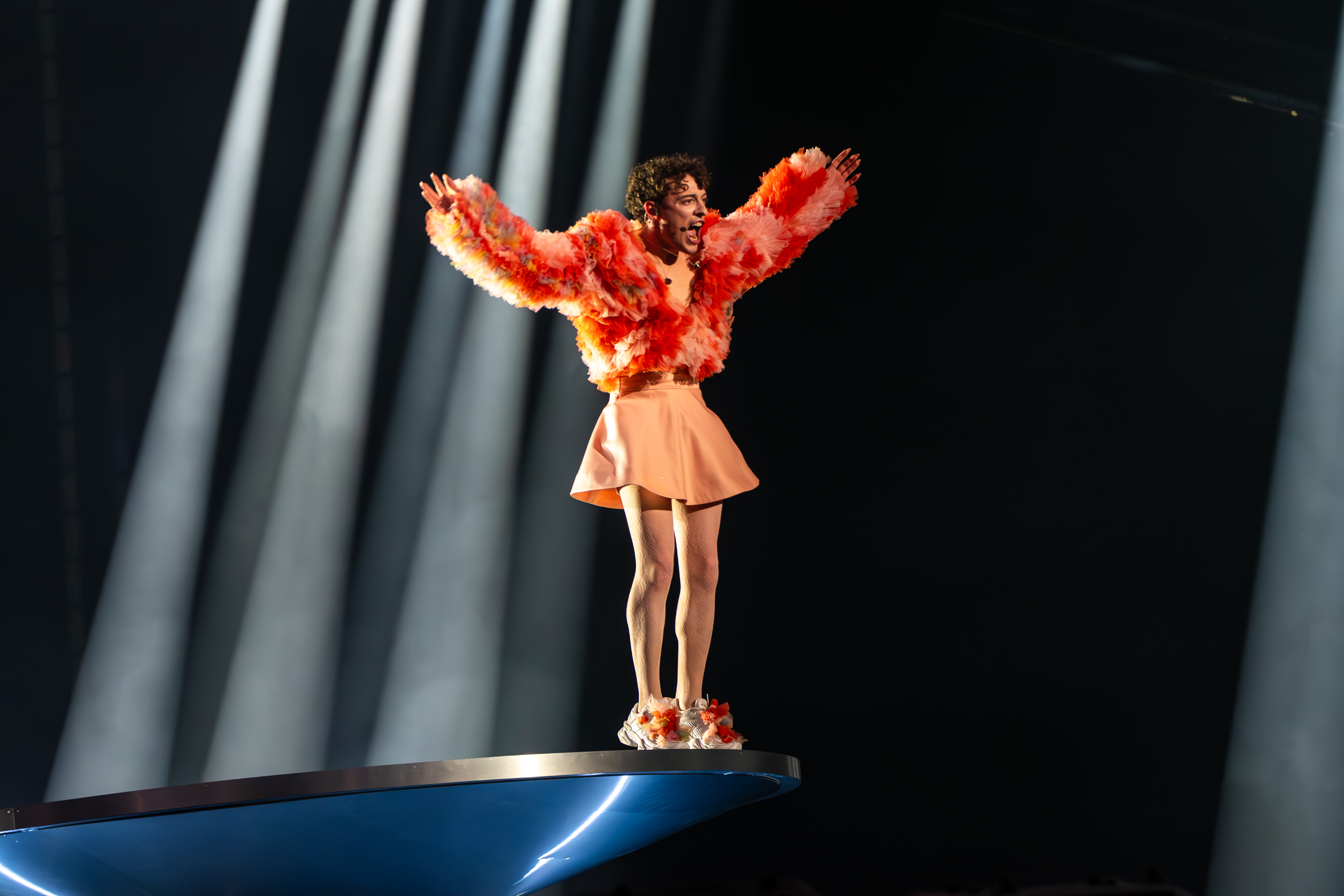
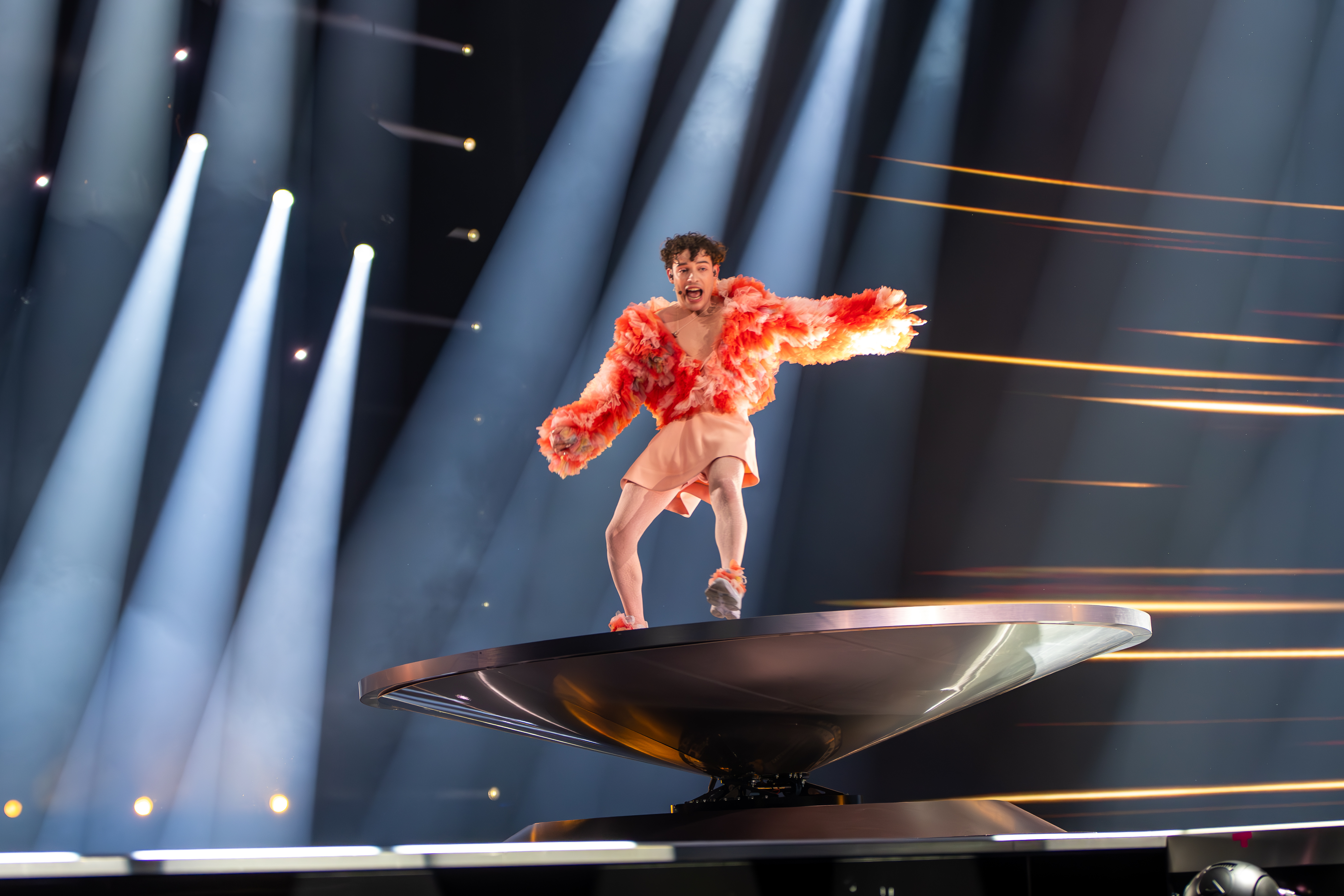
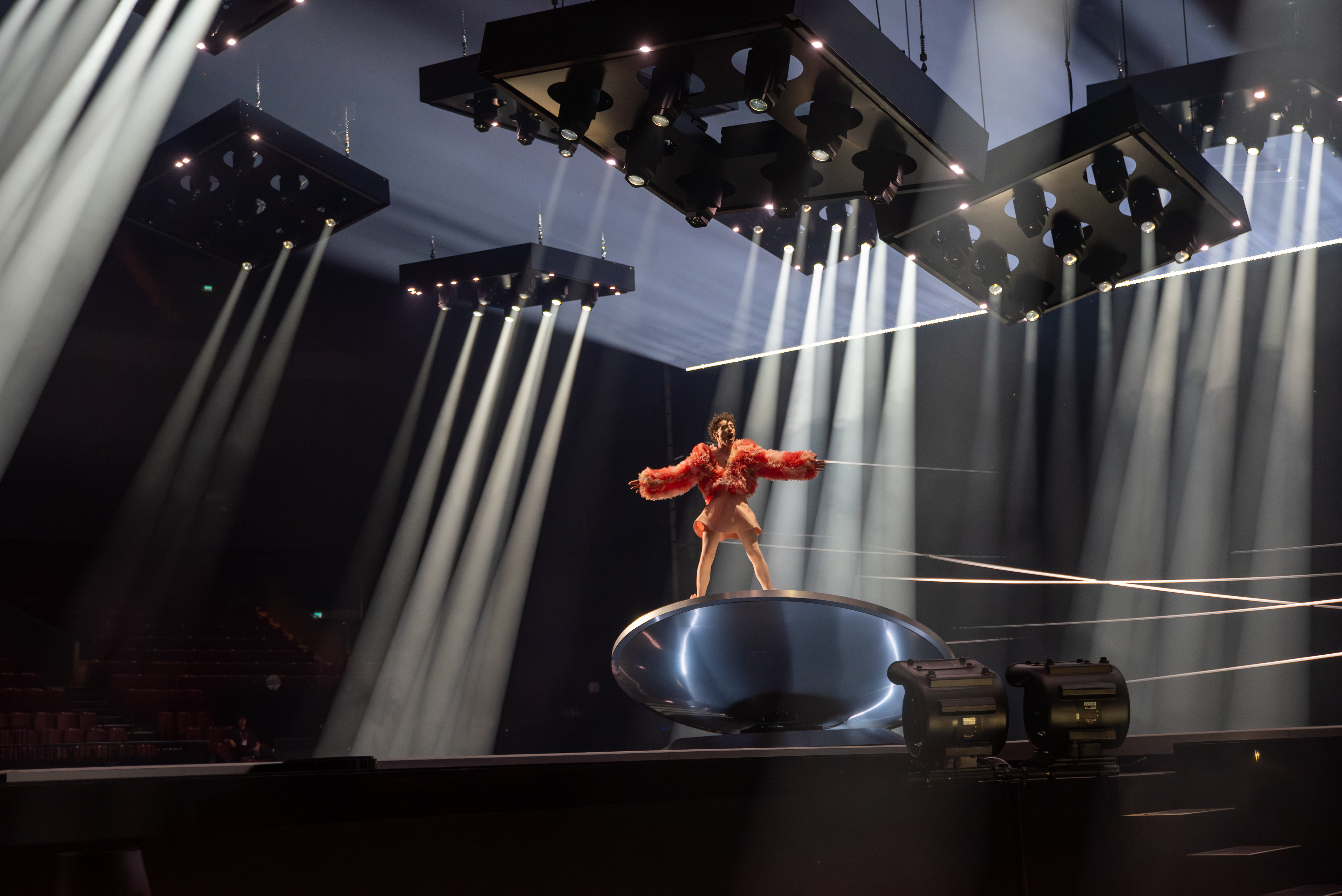
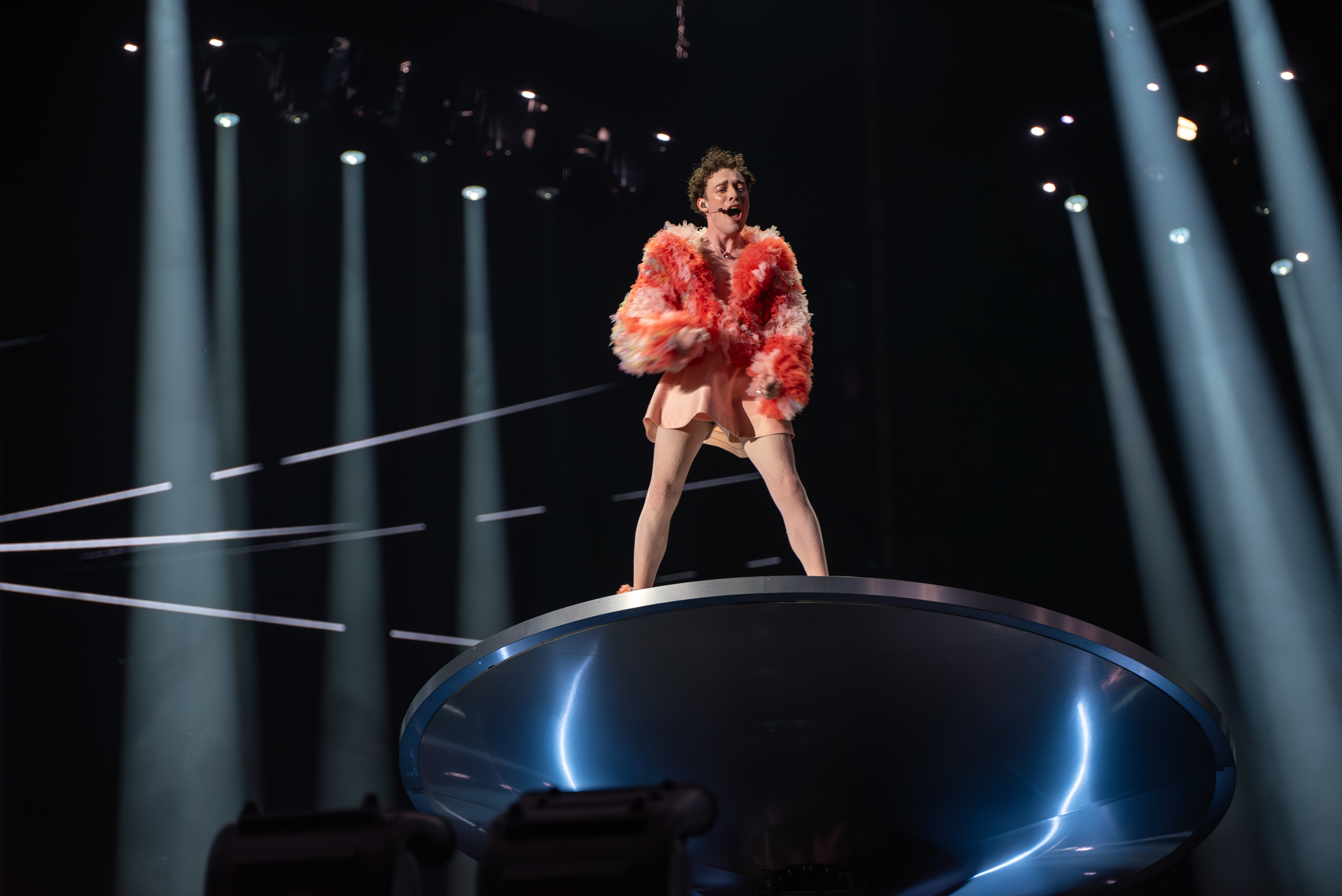
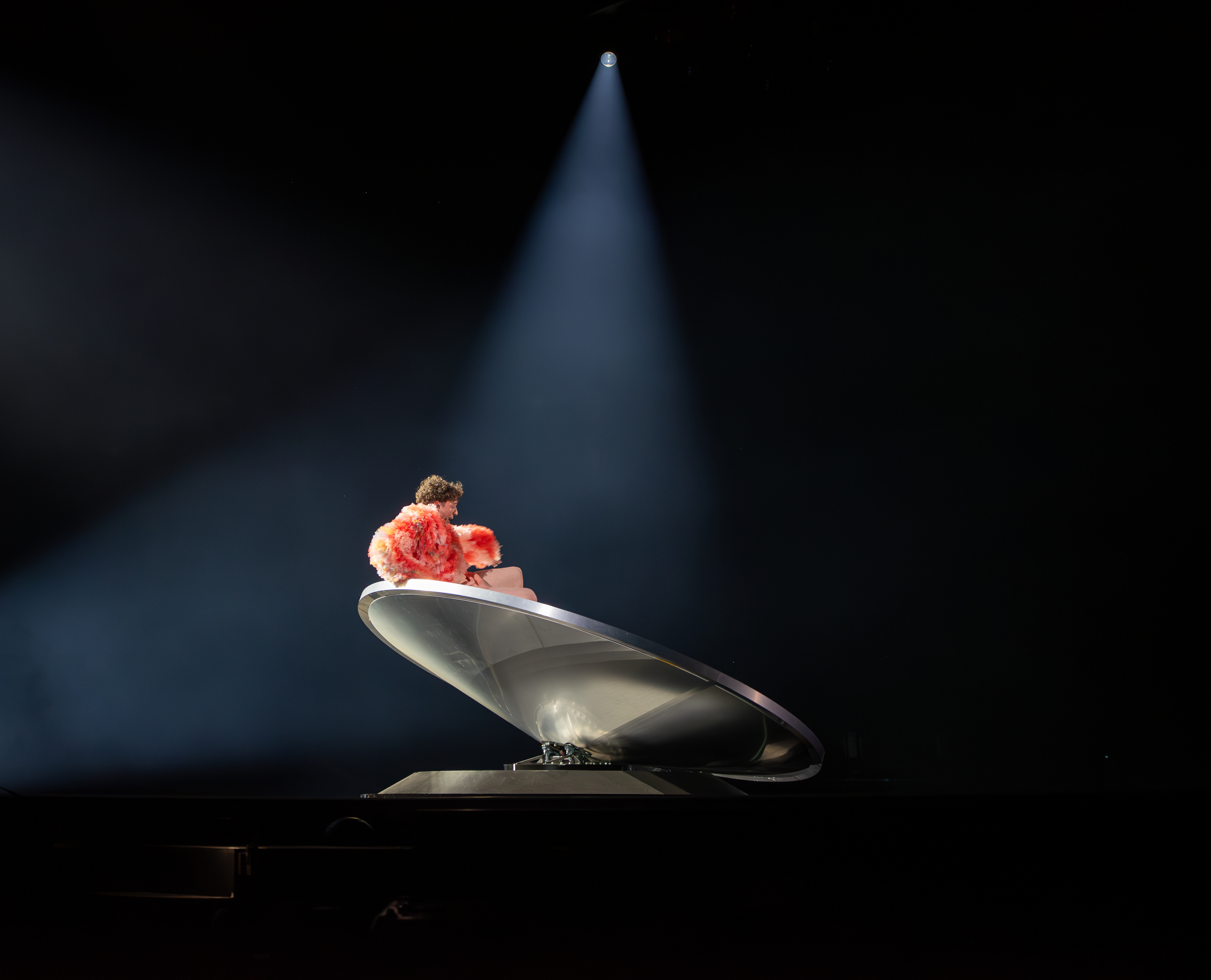
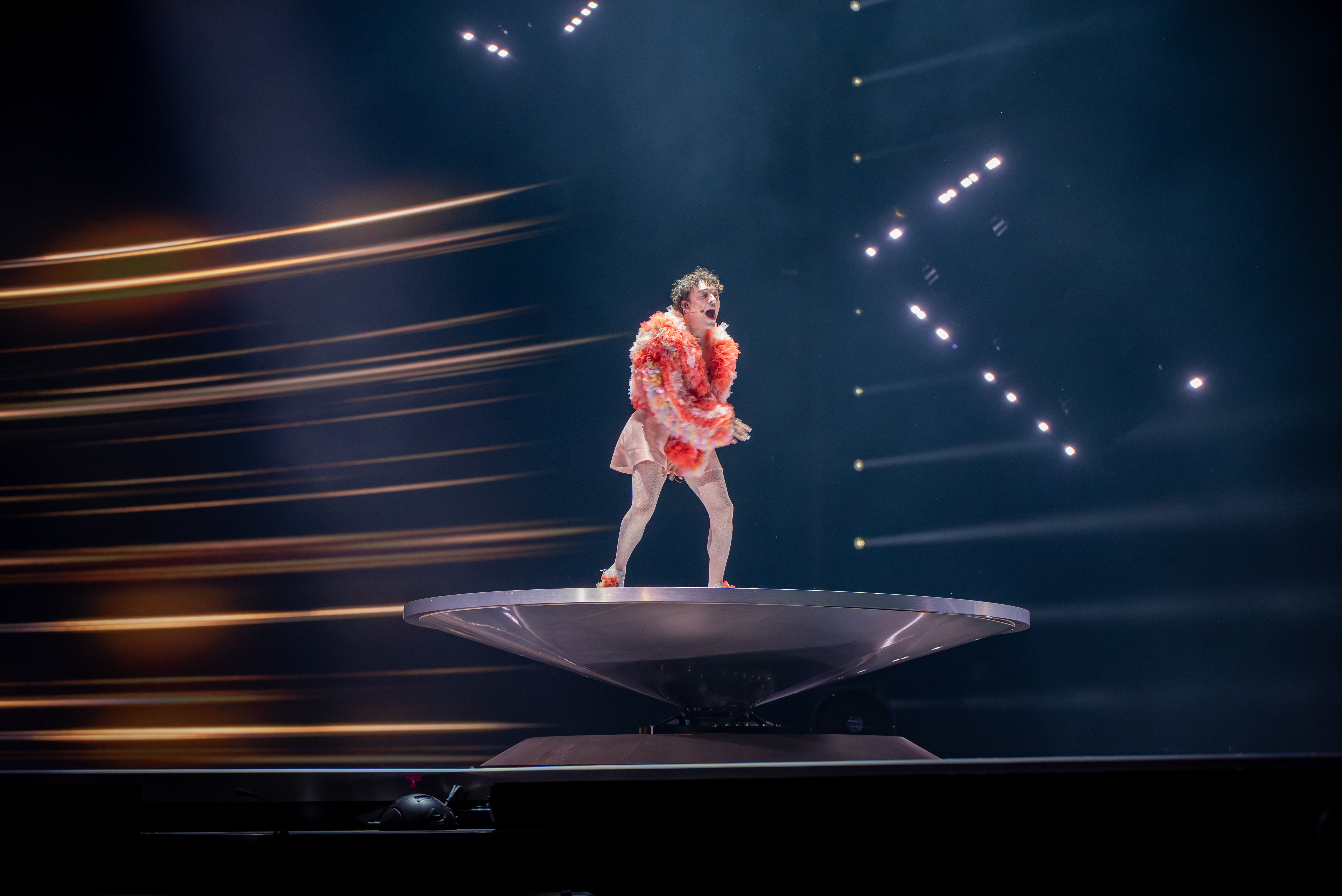